# Fernando Luján
Fernando Luján, született Fernando Ciangherotti Díaz (Bogotá, Kolumbia, 1939. augusztus 23. – Puerto Escondido, 2019. január 11.) mexikói színész.

## Filmjei

### Mozifilmek
- Peligros de juventud (1960)
- Vacaciones en Acapulco (1961)
- Jóvenes y rebeldes (1961)
- Jóvenes y bellas (1962)
- El cielo y la tierra (1962)
- Dile que la quiero (1963)
- El pueblo fantasma (1965)
- El gángster (1965)
- Amor de adolescente (1965)
- Viento negro (1965)
- Joselito vagabundo (1966)
- Tirando a gol (1966)
- Juventud sin ley (1966)
- Fiebre de juventud (1966)
- Lanza tus penas al viento (1966)
- Sólo para tí (1966)
- Acapulco a go-gó (1967)
- Los perversos (1967)
- Un novio para dos hermanas (1967)
- Novias impacientes (1967)
- 4 contra el crimen (1968)
- Agente 00 Sexy(1968)
- 5 de chocolate y 1 de fresa (1968)
- El oficio mas antiguo del mundo (1970)
- El cuerpazo del delito (1970)
- La hermanita Dinamita (1970)
- Juegos de alcoba (1971)
- El medio pelo (1972)
- La gatita (1972)
- El alegre divorciado (1976)
- El miedo no anda en burro (1976)
- El patrullero 777 (1978)
- A szerelem csapdája (En la trampa) (1979)
- Estas ruinas que ves (1979)
- Día de muertos (1988)
- Az ezredes úrnak nincs, aki írjon (El coronel no tiene quien le escriba) (1999)
- Az ország, ahol semmi sem történik (En el país de no pasa nada) (2000)
- Primer y último amor (2002)
- El tigre de Santa Julia (2002)
- Tu te lo pierdes (2004)
- Las llaves de la independencia (2005)
- El carnaval de Sodoma (2006)
- Cañitas. Presencia (2007)
- Hasta el viento tiene miedo (2007)
- Cosas insignificantes (2008)
- Cinco días sin Nora (2008)
- El libro de las aguas (2008)
- Euforia (2009)
- Viento en contra (2011)
- Labios rojos (2011)
- Tercera Llamada (2013)
- Manual de principiantes para ser presidente (2016)
- Cuando los hijos regresan (2017)
- Átejtve (Overboard) (2018)
- El Refugio de los Insomnes (2018)

### Tv-sorozatok
- Los que ayudan a Dios (1973, 152 epizódban)
- María José (1978, 254 epizódban)
- Bella y bestia (1979, 20 epizódban)
- Vida robada (1991–1992, 75 epizódban)
- Női pillantás (Mirada de mujer) (1997, 240 epizód)
- Todo por amor (2000–2001, 260 epizódban)
- Lo que es el amor (2001–2002, 68 epizódban)
- Mirada de mujer: El regreso (2003, 244 epizódban)
- Montecristo (2006, 184 epizódban)
- Entre el amor y el deseo (2010, 160 epizódban)
- Los Rey (2012, 125 epizódban)
- Así en el barrio como en el cielo (2015, 97 epizódban)
- Ingobernable (2017, 11 epizódban)
- La Hija Pródiga (2017, 11 epizódban)